# ... و ضرب ادامه دارد!
...و ضرب ادامه دارد! (به انگلیسی: ...And the Beat Goes On!) آلبومی از گروه اسکوتر است که در  ۳ مارس ۱۹۹۵ منتشر شد.